# Chester (Wisconsin)
Chester es un pueblo ubicado en el condado de Dodge en el estado estadounidense de Wisconsin. En el Censo de 2010 tenía una población de 687 habitantes y una densidad poblacional de 7,77 personas por km².

## Geografía
Chester se encuentra ubicado en las coordenadas 43°34′59″N 88°42′3″O / 43.58306, -88.70083. Según la Oficina del Censo de los Estados Unidos, Chester tiene una superficie total de 88.37 km², de la cual 84.75 km² corresponden a tierra firme y (4.1%) 3.62 km² es agua.

## Demografía
Según el censo de 2010, había 687 personas residiendo en Chester. La densidad de población era de 7,77 hab./km². De los 687 habitantes, Chester estaba compuesto por el 95.63% blancos, el 0.87% eran afroamericanos, el 0% eran amerindios, el 0.44% eran asiáticos, el 0% eran isleños del Pacífico, el 1.6% eran de otras razas y el 1.46% pertenecían a dos o más razas. Del total de la población el 3.06% eran hispanos o latinos de cualquier raza.